# Maurizio Stecca
Maurizio Stecca, född den 9 mars 1963 i Santarcangelo di Romagna, Italien, är en italiensk boxare som tog OS-brons i bantamviktsboxning 1984 i Los Angeles. I finalen vann han över Héctor López från Mexiko.